# Solanum rostratum
Espèce
Solanum rostratum est une espèce de plante herbacée de la famille des Solanaceae originaire d'Amérique du Nord. Cette plante était l'hôte normal du doryphore (Leptinotarsa decemlineata), découvert dans les Montagnes Rocheuses en 1824, avant que ce dernier entre en contact avec la pomme de terre dont la culture s'étendait à l'époque vers l'ouest. Le doryphore adopta ce nouvel hôte en 1859 et connut une expansion très rapide vers l'est, atteignant la côte Atlantique dès 1876.